# Wołodymyr Horbacz
Wołodymyr Horbacz (ukr. Володимир Анатолійович Горбач, ur. 1970) – ukraiński historyk, analityk polityczny w Instytucie Współpracy Euroatlantyckiej (Kijów), doradca polityczny Strategic Advisory Group.
Wcześniej współpracował z Międzynarodową Fundacją Odrodzenia i kierował portalem analitycznym Euroatlantika.info. Był członkiem partii Reformy i Porządek, a następnie partii obywatelskiej Pora.
W latach 2002–2005 był asystentem deputowanych Mykoły Tomenki i Borysa Tarasiuka.